# Robert Henry Lawrence
Pour les articles homonymes, voir Lawrence.
Robert Henry Lawrence, Jr., né le 2 octobre 1935 à Chicago et mort le 8 décembre 1967 sur la Edwards Air Force Base, est un pilote de l'armée de l'air américaine et un aspirant-astronaute américain. Il est considéré comme le premier astronaute afro-américain, bien qu'il soit mort accidentellement avant d'être allé dans l'espace,.

## Biographie

### Études
Il obtient en 1956 un baccalauréat en sciences en chimie à l'université Bradley et en 1965 un doctorat en chimie physique à l'université d'État de l'Ohio.

### United States Air Force
Il devient pilote de l'armée de l'air américaine à l'âge de 21 ans. Il cumula plus de 2 500 heures de vol dont plus de 2 000 sur jets. Il participa à des vols d'essai sur le Lockheed F-104 Starfighter pour tester le comportement d'avions stratosphériques lors du retour en vol plané, afin d'étudier l'attitude de vaisseaux spatiaux non propulsés lors de la rentrée atmosphérique. Ces études serviront notamment sur l'avion expérimental North American X-15 et des années plus tard sur la navette spatiale américaine.
En juin 1967, Lawrence rejoint l'École des pilotes d'essai de l'armée de l'air américaine. Il est alors sélectionné, à 31 ans, par l'USAF comme astronaute pour le projet Manned Orbital Laboratory (MOL),, qui visait à mettre sur orbite le premier laboratoire spatial, ancêtre des futures stations spatiales. Il devient ainsi le premier afro-américain sélectionné en tant qu'astronaute.
Il meurt le 8 décembre 1967 dans l'écrasement de son F-104 au sol à la Edwards Air Force Base, avant d'avoir pu effectuer un vol spatial. Les projets de l'USAF et de la NASA ne convergeront qu'après sa mort, mais il avait de fortes probabilités de faire partie du groupe unifié d'astronautes sélectionnés.
Marié à Barbara Cress, il avait un fils, Tracey Lawrence.
Il est enterré au cimetière de Graceland dans sa ville natale de Chicago.

## Postérité

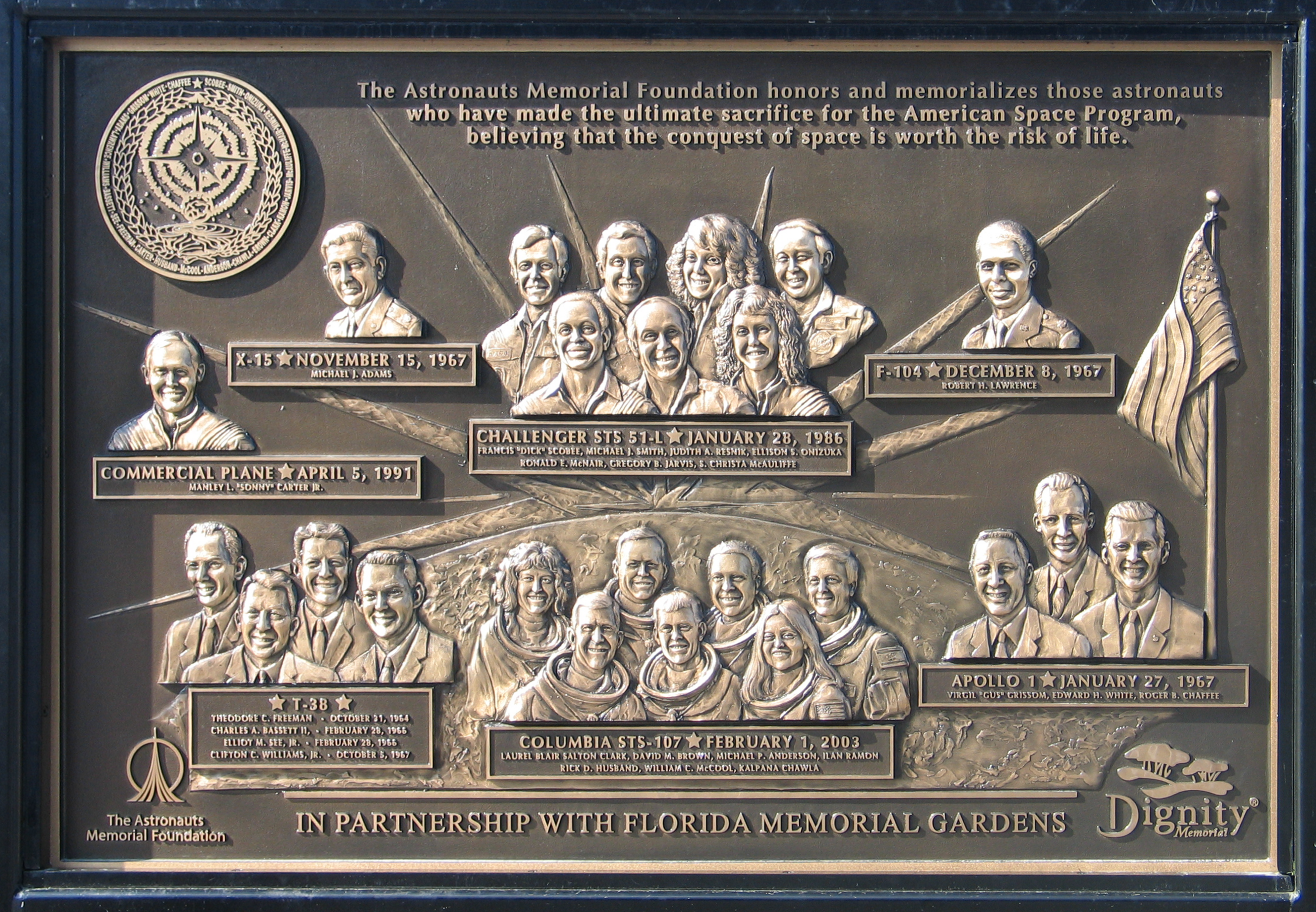
Plaque au Space Mirror Memorial avec Robert Henry Lawrence (en haut à droite).

Après des années d'anonymat — son nom n'est pas cité sur Fallen Astronaut —, sa contribution à l'étude des avions suborbitaux fut reconnue trente ans après son décès, le 8 décembre 1997, lorsque son nom fut inscrit sur le Space Mirror Memorial de la NASA et qu'il reçut officiellement le statut d'astronaute.
L'astéroïde (92892) Robertlawrence a été nommé en son honneur le 27 janvier 2021, dans la Minor Planet Circular no 128943.